# Leuchtturm (West Quay)

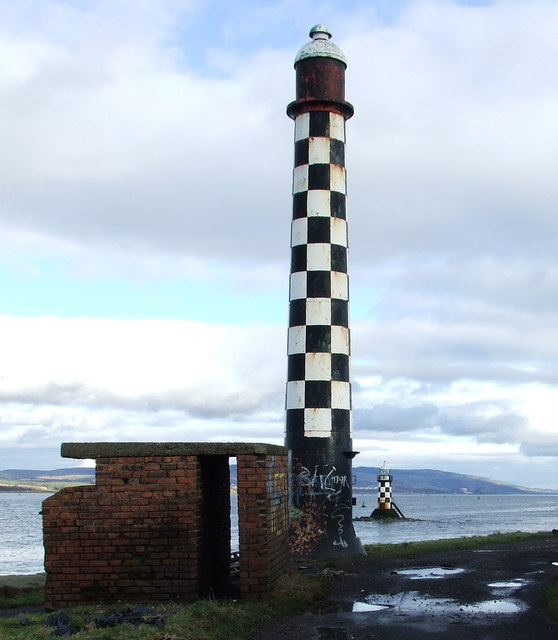
Leuchtturm am West Quay; dahinter das Perch Light

Der Leuchtturm am West Quay ist ein Leuchtfeuer am West Quay in der schottischen Stadt Port Glasgow in der Council Area Inverclyde. 1990 wurde das Bauwerk in die schottischen Denkmallisten in der Kategorie B aufgenommen.

## Beschreibung
Das Leuchtfeuer befindet sich am Ende der Kaianlage von West Quay. Während Historic Scotland eine Bauzeit in den 1860er Jahren angeben, ist in anderen Quellen auch eine Errichtung in den 1870er Jahren verzeichnet. Es besteht aus einem sich leicht verjüngenden, rund zwölf Meter hohen, gusseisernen Zylinder, der mit starken Bolzen auf einem steinernen Fundament fixiert ist. Darauf sitzt eine Laterne mit Balkon, die mit einer Kuppel schließt. Die an der Nordseite befindliche gusseiserne Eingangstüre ist mit einem Gesimse verziert. Der im Karomuster in den Farben schwarz und weiß gestrichene Turm befindet sich heute noch im ursprünglichen Zustand. Ein Stück flussaufwärts befindet sich das niedrigere Perch Light, das ähnlich gearbeitet ist.